# 南美唄站
南美唄站（日语：／ Minami-Bibai eki */?）是位於北海道美唄市南美唄町，日本國有鐵道（國鐵）的函館本線南美唄支線貨運車站（廢站）。隨著南美唄支線全線廢線，車站在1973年（昭和48年）9月9日廢除。事務管理編號為▲130165。

## 歷史
隨著敷設三井美唄煤礦煤炭運送線，函館本線支線終點站南美唄站啟用。當初為貨運車站，後來由於煤礦產業蓬勃發展，使周邊人口增加，南美唄市區也開始發展，使此站後來開設客運業務，變為一般車站。在昭和30年代後期，由於煤礦產業開始變為夕陽行業，三井美唄煤礦也關閉了，當時只剩下中小型規模的煤礦還在營業。使許多人口遷出南美唄市區，加上巴士和私家車開始發達下。此站的客運服務於1971年8月4日起終止，變回貨運車站。後來由於所有煤礦也關閉，此站也不再處理貨物，使此站與南美唄支線也廢除了。
此站至煤礦設施之間，設有距離1.2公里的三井美唄煤礦專用線（三美礦業專用線）。

### 年表
- 1931年（昭和6年）12月1日：函館本線南美唄支線開通，此站也啟用[3][4]。當時為貨運車站[3]。
- 1942年（昭和17年）4月1日：車站開始處理行李。
- 1944年（昭和19年）1月25日：車站開設客運業務，變為一般車站[1][4]。
- 1953年（昭和28年）12月?：設置三井練炭美唄工場，車站後面有一個裝卸區，並敷設了裝卸線[5]。
- 1962年（昭和37年）1月13日：三美礦業轉讓三井礦山的閒置礦區。三美礦業開始作業[6]。
- 1963年（昭和38年）7月27日：三井礦山美唄礦業所關閉。
- 1971年（昭和46年）
  - 5月31日：三井練炭美唄工場關閉。
  - 8月3日：結束客運業務，結束處理行李業務。此站變為貨運車站[1][4]。
- 1973年（昭和48年）
  - 3月30日：三美礦業三美煤礦關閉。
  - 9月9日：南美唄支線廢除，此站也廢除[1][4]。

## 車站構造
- 車站大樓位於車站北邊。
- 在車站啟用時（貨運車站），車站大樓與本線之間設有1條側線。
- 在廢除前，此站設有1面1線的單式月台，車站後方設有1條留置線。

## 車站周邊
- 車站前方曾經設有美唄市立三井美唄小學，該學校曾經有三千名小學生，據說為北海道內最多人的學校。該學校在1979年3月31日與美唄市立三井南小學（現時：美唄市立南美唄小學）合併後關校。遺址建設了南美唄公園。
- 車站東邊設有南美唄地區的主要南北走向的街道「南美唄中央通」。

## 相鄰車站
日本國有鐵道
函館本線（南美唄支線）
美唄－（貨）南美唄

## 注腳